# Tevefélék
A tevefélék (Camelidae) az emlősök (Mammalia) osztályába és a párosujjú patások (Artiodactyla) rendjébe tartozó család.
A családba 7 recens faj tartozik.
A lófélékhez (Equidae) hasonlóan a hímet, nőstényt és fiatal állatot a csődör, kanca és csikó szavakkal jelöljük.

## Rendszerezés
A családba az alábbi alcsaládok tartoznak:
- †Poebrodontinae
- †Poebrotheriinae
- †Miolabinae
- †Stenomylinae
  - †Stenomylus (Peterson, 1906) – oligocén-miocén
- †Floridatragulinae
- Camelinae (Gray, 1821) – az egyetlen, mely élő fajokat is tartalmaz:
  - Lamini
    - Lama
    - Vicugna

  - Camelini
    - Camelus